# قاطور صيني
القاطور الصيني أو أيضا قاطور اليانغتسي (بالإنجليزية: Chinese alligator)، هو نوع من التمساحيات المنتمية لفصيلة القواطير.

## الوصف
من حيث المظهر يبدو هذا القاطور شبيها إلى حد بعيد بالعضو الآخر الوحيد لفصيلة القواطير، المتمثل في القاطور الأمريكي، مع وجود  بعض الاختلافات.
في العادة، يصل طول القاطور الصيني البالغ إلى حوالي 1.5 متر فقط (5 قدم) ووزن يعادل 36 كجم (80 رطل)، إلا أنه وبصفة استثنائية قد يصل البعض منها خاصة الذكور البالغين إلى حوالي 2.1 م (7 أقدام) من حيث الطول و 45 كلغ (100 رطل) في الوزن. من المعروف أن هناك بعض التقارير التي يعود اصلها إلى القرون الماضية تزعم أن القواطير في الصين يمكن أن تصل إلى طول بعادل 3.0 متر (10 أقدام)، لكن تعتبر الآن مجرد قصص ملفقة لاغير.
على عكس القاطور الأمريكي، يتميز القاطور الصيني عن غيره بكون جسمه مغطى بالكامل بالحراشف السميكة؛ بما في ذلك البطن، وهي سمة لا يتميز بها سوى عدد قليل من التماسيح.

## التوزيع الجغرافي
بصفة عامة، يعيش القاطور الصيني في منطقة شبه استوائية معتدلة دافئة. لذلك فإن الموطن المعتاد للقاطور الصيني يتواجد بالمناطق المنخفضة ومصادر المياه العذبة، التي تشمل المستنقعات، البحيرات، الجداول والبرك.
يمكن العثور على القاطور الصيني فقط في المنطقة الجنوبية لنهر اليانغتسي (المسمى أيضا بنهر تشانغ جيانغ) من بينغز إلى الشاطئ الغربي لبحيرة تاي (تاي هو)، في المناطق الجبلية في جنوب آنهوي، وكذا مقاطعتي جيانغسو وتشيجيانغ.
كانت موجودة عادة في البحيرات، الجدل والمستنقعات لفترة من الوقت، لكن وبحلول سنوات السبعينيات، اقتصر تواجد هذا النوع على جزء صغير من جنوب أنهوي ومقاطعات تشجيانغ. في سنة 1998 أكبر منطقة عاشت فيها القواطير كانت في بركة صغيرة على طول نهر اليانغتسي محاطة بالأراضي الزراعية، وتواجد بها 11 قاطورا فقط. خلال هذه المرحلة، انخفض النطاق الجغرافي للقواطير بنسبة 90 في المائة. يرجع الانخفاض الواضح في عدد ساكنة القاطور الصيني أساسا إلى تحويل موئلها صوب الاستخدام الزراعي، حيث تحولت معظم موائله المعتادة المتمثلة في المناطق الرطبة إلى حقول للأرز. تسميم الجرذان، التي تعتبر طعاما للقواطير، كان أيضا سببا في انخفاظ أعدادها. من جهة أخرى يمكن أن تتعرض للقتل من طرف البشر، سواء عندما يعتبرونها كآفة أو لخوفهم منها أو حتى لغرض الحصول على لحمها.

## السلوك
تبقى القواطير الصينية نائما خلال فصل الشتاء، حيث تقيم في جحور على مستوى الأراضي الرطبة. بحلول الربيع، تستخدم دائما وباستمرار هذه الجحور كملجأ، لكن ليس بالقدر الذي تستخدمه به في فصل الشتاء. ولكي تتمكن من رفع درجة حرارة جسمها، فإن هذآ القواطي تمضي معظم وقتها تحت اشعة الشمس. بمجرد ان ترتفع درجة حرارة جسمها إلى مستويات عالية بما فيه الكفاية، فإنها تنتقل إلى النشاط ليلا. يمكن لهذه القواطير تنظيم درجة حرارة جسمها بسهولة، سواء باستخدام الماء والانتقال الظل عندما ترتفع درجات الحرارة، أو الإستلقاء تحت اشعة الشمس عندما تكون درجة حرارة جسمها منخفضة جدا.
تعتبر القواطير الصينية أيضا الأكثر تطورا مقارنة بانواع التماسيح الأخرى، وكما هو الحال مع التماسيح الأخرى، فإنها قادرة على إلحاق أذى جسدي شديد.

### التوالد
على الرغم من اعتبارها بصفة عامة حيوانات انفرادية، إلا ان القاطور الصيني يشارك في ما يمكن اعتبار جوقة خوار أو جعجعة (bellowing choruses) جماعية خلال موسم التزاوج. حيث يشارك كلا الجنسين بانسجام تام في هذه الطقس، الذي يستمر في المتوسط حوالي 10 دقيقة. لا يتم النظر إلى هذه الجوقات على أنها مسابقة تزاوج، بل هي مجرد وسيلة لتزاوج المجموعات معا. مع ذلك هناك من ينظر باعتباره لا يخدم أي غرض.
بمجرد أن تحتشد مجموعات التزاوج، يحدث التزاوج ويقوم كل قاطور ذكر بتخصيب أنثى واحدة فقط خلال الموسم الواحد. ينتج هذا التزاوج عادة من 20 إلى 30 بيضة. تتميز بيوض القاطور الصيني بكونها الأصغر مقارنة بأي تمساح آخر. فبيضها أصغر حتى من غيرها من التماسيح التي تتوفر على إناث بحجم جسم أصغر.

## التهديد وحالة الحفظ
يعد القاطور الصيني واحد من بين أكثر الأنواع المهدده بالإقراض، حيث انه يندرج ضمن الملحق الأول لإتفاقية سايتس، التي تفرض قيود صارمة على تجارتها وتصديرها في جميع أنحاء العالم. حاليا تصنف هذه القواطير على أنها معرضة بشدة لخطر الإنقراض، حيث انها توجد على القائمة الحمراء للأنواع المهددة بالانقراض. لكي تكون في هذه القائمة، يجب أن تعاني الأنواع انخفاضا بنسبة 80 في المائة من الساكنة في المنطقة التي تستوطنها.
حسب جمعية الحفاظ على الحياة البرية، بحلول عام 1999 كان هناك حوالي 150 قاطور تركو البرية، تزامن هذا مع  تراجع لعددها في الطبيعة.
بمساعدة من مجلس الصين، تمت استعادتها لتوطينها بموائلها الطبيعية وحمايتها. يعيش معظم الأفراد الباقين بمحمية آنهوي الطبيعية للقواطير الصينية على مساحة 433 كم مربع.
القاطور الصيني مهددة أساسا بسبب تلوث موائله الطبيعية وتقلصها على حساب حقول الأرز. ينضاف إلى هذا الصيد غير المشروع الذي تتعرض له القواطير، على اعتبار ان لحومها تعتبر وفقا الطب الصيني التقليدي كعلاج لنزلات البرد ومانعا للسرطان. كما يعتقد أيضا أن لأعضاء جسمها خصائص طبية مفيدة، ففي الصين على وجه التحديد تباع أعضاء القاطور الصيني كعلاجات لعدد من الأمراض.
للإبادة أيضا دور آخر في التهديد الذي يواجهها، لأن المزارعين يعتبرونها كتهديد. ينضاف إلى ذلك عوامل أخرى كثيرة أدت بشكل مباشر إلى تعريض القواطير للخطر، مثل الكوارث الطبيعية، الفصل الجغرافي والصيد.

### في الاسر
يبدو أن برامج تربية القاطور الصيني في الأسر التي بدأت خلال السبعينيات، كانت ناجحة بالنسبة لهذا النوع، بفضلها تعيش أكثر من 10 الاف من القواطير الصينية في الأسر. يتم في ما بعد إدخال جزء من هذه القواطير التي ولدت في الأسر إلى نطاقها الأصلي، من أجل تحفيز الساكنة البرية. عملية توطينها في البرية أثبتت نجاحها، إذ أن هذه الأفراد يمكنها التكيف بشكل جيد مع ظروف الحياة في البرية ويمكنها التتكاثر به أيضا.